# Beechcraft Bonanza
El Beechcraft Bonanza és model d'avioneta monoplana introduït el 1947 per la companyia estatunidenca Beechcraft. L'any 2008 encara es produïen variants fabricats per la Hawker Beechcraft, convertint-se en l'aeronau amb la producció més prolongada de la història amb més de 17.000 unitats construïdes.

## Desenvolupament i disseny
Al final de la Segona Guerra Mundial, van aparèixer dues aeronaus construïdes íntegrament en metall, el Model 35 Bonanza i el Cessna 195, que tenien enfocaments molt diferents del mercat de aviació civil de la postguerra. Amb la seva ala alta, un motor radial de set cilindres i tren d'aterratge fix, el Cessna 195 era poc més que una continuació de la tecnologia anterior a la guerra; el Bonanza 35, no obstant això, era més semblant als caces desenvolupats durant la guerra, amb una manera més fàcil de gestionar, horitzontalment, un tren d'aterratge retràctil i ala baixa.
Dissenyat per un equip dirigit per Ralph Harmon, el Bonanza 35 va ser el primer, veritable i modern avió d'alt rendiment utilitari. Era un monoplà d'ala baixa molt ràpid, de fet, va ser construït en un moment en què la majoria dels avions lleugers seguien sent de fusta i tela. El Model 35, amb tren d'aterratge retràctil i cua tipus V (equipat amb una combinació d'aleró i timó, anomenat "ruddervator"), ho va fer més eficient i més distintiu entre els avions privats del cel. El prototip del Bonanza 35 va volar per primera vegada el 22 de desembre de 1945, i el primer avió de producció debutaria en 1947. Els primers 30-40 Bonanza tenien tela cobrint els alerons i els flaps (després, les superfícies van ser recobertes amb xapa d'aliatge de magnesi).
Suposades deficiències estructurals en el disseny de la cua tipus V han estat assenyalades com a possibles causants d'una sèrie d'accidents mortals . Un estudi realitzat per Beechcraft va arribar a la conclusió que la causa va ser principalment l'ús del Bonanza per a viatges de llarga distància en tots els tipus de clima, i que els trencaments a bord van anar principalment el resultat d'excursions amb extremes turbulències (com podrien ser les tempestes). Altres tipus, com el Cessna 210, que van anar igualment emprats, no tenen la mateixa taxa de desintegració que el Bonanza. La FAA va emetre dues directives d'aeronavegabilitat per estudiar la cua tipus V. El primer (AD 2002-21-13) només s'aplica als primers 35, A35, B35 i als construïts entre 1947 i 1950, i és una ordre detallada d'inspecció i procediments de reparació. El segon (AD 94-20-04 R2) requeria una inspecció de l'estructura del timó, reforçava la necessitat de corregir l'equilibri de les superfícies de control i la tensió dels cables, i va incloure la instal·lació d'una crestallera per garantir la unió dels estabilitzadors al fuselatge.
En 1982, va cessar la producció dels Bonanza de cua tipus V, encara que més de 6.000 estan encara en ús. El model 33 de cua convencional va continuar en producció fins a 1995. Encara avui es construeix el model Bonanza 36, amb un fuselatge més llarg i cua recta (diferenciant-se del disseny original), introduït el 1968.
Tots els Bonanza comparteixen una característica inusual: la palanca del timó i els pedals estan interconnectats per un sistema de cables flexibles que ajuden en el manteniment de l'aeronau en vol coordinat durant els girs. El sistema permet al pilot realitzar girs coordinats utilitzant només la palanca de comandament durant el vol de creuer.

### QU-22 Pave Eagle
El QU-22B va ser un Beech A36 Bonanza modificat durant la guerra de Vietnam per realitzar una vigilància electrònica amb aeronaus, que es desenvolupava sota el nom de projecte "Pave Eagle" per la Força Aèria dels Estats Units, amb un motor Continental IO-520 utilitzat per reduir el soroll, i equips de aviònica especials. Amb aquests equips es van enviar a Vietnam; aquests avions estaven destinats a ser utilitzats com a avions teledirigits no tripulats per a la recollida i transmissió a estacions de terra, de dades transmeses per sensors acústics al llarg de la Ruta Ho Chi Minh en Laos, i vigilar el moviment de tropes. No obstant això, quan el projecte es va posar en funcionament en 1968, els avions teledirigits van ser volats pels pilots del 554 Esquadró de Reconeixement.
Sis prototips YQU-22A (modificacions del Beech 33 Debonair) van ser provats en combat en 1968 i dos es van perdre durant les operacions, amb un pilot de proves civil mort. 27 QU-22B es van modificar, 13 en 1969 i 14 en 1970, amb 6 pèrdues en combat. Dos pilots de la Força Aèria van morir en acció. Totes les pèrdues es van deure a fallades del motor o a l'efecte de turbulències.

## Variants

### Model 33 Debonair/Bonanza (BE33)
35-33 Debonair
(1959) M35 Bonanza amb aleta i timó de profunditat convencionals, motor Continental IO-470-J de 225 hp, 233 unitats construïdes.
35-A33 Debonair
(1961) 33 amb finestres laterals posteriors i compensació interior millorada, 154 unitats construïdes.
35-B33 Debonair
(1962-1964) A33 amb vora d'atac del empenatge arrodonit, modificacions N35 del dipòsit de combustible i panell d'instruments P35, 426 unitats construïdes.
35-C33 Debonair
(1965-1967) B33 amb finestretes posteriors laterals de tipus gota, crestallera del empenatge allargat i seients millorats, 305 unitats construïdes.
35-C33A Debonair
(1966-1967) C33 amb motor Continental IO-520-B de 285 hp, cinquè seient opcional, 179 unitats construïdes.
D33 Debonair
Un S35 modificat com a prototip militar de suport aeri proper.
I33 Bonanza
(1968-1969) C33 amb compensació del Bonanza millorada, 116 unitats construïdes.
I33A Bonanza
(1968) I33 amb motor Continental IO-520-B de 285 hp, 85 unitats construïdes.
I33B Bonanza
I33 amb fuselatge reforçat i amb certificat per acrobàcia aèria.
I33C Bonanza
(1968-1969) I33B amb motor Continental IO-520-B de 285 hp, 25 unitats construïdes.
F33 Bonanza
(1970) I33 amb finestretes laterals posteriors més profundes i millores menors, 20 unitats construïdes.
F33A Bonanza
(1970-1994) F33 amb motor Continental IO-520-B 285 hp, més tard els avions van tenir una cabina S35/V35 més llarga i seients extra, 821 unitats construïdes.
F33C Bonanza
(1970) F33A certificat per acrobàcia aèria, 118 unitats construïdes.
G33 Bonanza
(1972-1980) F33 amb motor Continental IO-470-N de 260 hp i compensació V35B, 50 unitats construïdes.

### Model Bonanza 35 (BE35)
35
(1947-1948) producció principal amb motor Continental I-185-1 de 165 hp, es van construir 1.500 unitats.
A35
(1949) Model 35 amb major pes a l'enlairament i canvis interns menors, es van construir 701 unitats.
B35
(1950) A35 amb motor Continental I-185-8 de 165 hp i altres canvis menors, es van construir 480 unitats.
C35
(1951-1952) B35 amb motor Continental I-185-11 de 185 hp, hèlix de metall, superfícies de cua majors, major pes a l'enlairament, aprovat per usar el motor Lycoming GO-435-D1, 719 unitats construïdes.
D35
(1953) C35 amb major pes a l'enlairament i altres canvis menors, 298 unitats construïdes. Aprovat per usar el motor Lycoming GO-435-D1.
I35
(1954) D35 amb motor opcional I-225-8 i canvis menors, 301 unitats construïdes.
F35
(1955) I35 amb finestres posteriors extres a cada costat, 392 unitats construïdes.
G35
(1956) F35 amb motor Continental I-225-8, 476 unitats construïdes.
H35
(1957) G35 amb motor Continental O-470-G, una estructura reforçada i canvis en la compensació interna, 464 unitats construïdes.
J35
(1958) H35 amb motor Continental IO-470-C d'injecció de combustible, pilot automàtic opcional i instruments millorats, 396 unitats construïdes.
K35
(1959) J35 amb major capacitat de combustible, cinquè seient opcional i major pes a l'enlairament, 436 unitats construïdes.
M35
(1960) K35 amb puntes alares arrodonides, 400 unitats construïdes.
N35
(1961) M35 amb motor Continental IO-470-N de 260 hp, major capacitat de combustible, amb major pes a l'enlairament i finestres posteriors de tipus gota, 280 unitats construïdes.
O35
(1961) Versió experimental, un N35 equipat amb perfil de flux laminar i tren d'aterratge redissenyat, es va construir una sola unitat.
P35
(1962-1963) N35 amb nou panell d'instruments i seients millorats, 467 unitats construïdes.
S35
(1964-1965) P35 amb motor Continental IO-520-B, major pes a l'enlairament, part interior de la cabina més llarga, cinquè i sisè seients opcionals, 667 unitats construïdes.
V35
(1966-1967) S35 amb major pes a l'enlairament, parabrisa d'una sola peça, motor opcional TSIO-520-D sobrealimentado (com V35-TC), 873 unitats construïdes.
V35A
(1968-1969) V35 amb parabrisa aerodinàmic i canvis menors, motor opcional TSIO-520-D sobrealimentat (com V35A-TC), 470 unitats construïdes.
V35B
(1970-1982) V35A amb millores menors dels sistemes i la compensació, motor opcional TSIO-520-D sobrealimentat (com V35B-TC), sistema elèctric de 24 volts (en el model de 1978 i següents), 873 unitats construïdes.

### Model 36 Bonanza (BE36)
36
(1968-1969) I33A amb fuselatge allargat 10 polzades, quatre finestres laterals de cabina, porta posterior doble d'estribord i sis seients, motor Continental IO-520-B de 285 hp, 184 unitats construïdes.
A36
(1970-2005) Model 36 amb interior de luxe millorat, nou sistema de combustible, major pes a l'enlairament, equipat des de 1984 amb un motor Continental IO-550-*BB i panell d'instruments i controls redissenyats, 2128 unitats construïdes.
A36TC
(1979-1981) Model 36 amb hèlix de 3 pales i motor Continental TSIO-520-UB sobrealiment de 300 hp, 280 unitats construïdes.
T36TC
(1979) A36 equipat amb cua en T i motor Continental TSIO-520 de 325 hp, es va construir una sola unitat.
B36TC
(1982-2002) A36TC amb ales de major envergadura, abast augmentat, controls i panell d'instruments redissenyats, major pes a l'enlairament, 116 unitats construïdes.
G36
(2006–present) modernització del A36 amb cabina de cristall i amb el sistema Garmin G1000.

### Model QU-22
YQU-22A (Model P.1079)
Designació militar de la Força Aèria dels Estats Units d'un prototip d'avió no tripulat per recol·lectar intel·ligència, 6 unitats construïdes.
YAU-22A (Model PD.249)
Prototip d'una versió de suport aeri proper de baix cost, usant un fuselatge de Bonança A36 i les ales d'un Baron B55, es va construir una unitat.
QU-22B
Model d'avió no tripulat de producció per a l'operació Pave Eagle de la Força Aèria dels Estats Units, 27 unitats construïdes. Modificat amb sobrealimentació, hèlix de tres pales i dipòsits de punta alar.